# Ал Симонели (Пиза)
Ал Симонели (итал. Al Simonelli) је насеље у Италији у округу Пиза, региону Тоскана.
Према процени из 2011. у насељу је живело 24 становника. Насеље се налази на надморској висини од 2 м.